# James Armstrong Richardson
Pour les articles homonymes, voir James Richardson (homonymie) et Richardson.
James Armstrong Richardson Jr. (28 mars 1922-17 mai 2004) est un homme politique canadien du Manitoba. Il est député fédéral libéral et indépendant de la circonscription manitobaine de Winnipeg-Sud de 1968 à 1979. Il est ministre dans le cabinet du premier ministre Pierre Trudeau,.

## Biographie
Né à Winnipeg en Manitoba, Richardson fréquente la St. John's-Ravenscourt School (en), ainsi qu'à l'Université Queen's de Kingston où il obtient un B.A. en science politique et économique.

## Seconde Guerre mondiale
Après ses études, il s'enrôle dans l'Aviation royale canadienne et sert dans une unité anti-sous-marin basée en Islande et au Labrador durant la Seconde Guerre mondiale. Il termine la guerre avec le rang d'officier pilote.

## Homme d'affaires
La guerre terminée, Richardson se joint à l'entreprise familiale James Richardson & Sons (en). Il en devient le directeur-général et président en 1966.

## Politique
Il quitte les affaires et entre en politique avec son élection en 1968. Richardson entre au cabinet à titre de ministre sans portefeuille en juillet 1968. Tôt en 1969, il assume l'intérim au poste de ministre des Transports avant d'être promu ministre des Approvisionnements et des Services. De 1972 à 1976, il occupe la fonction de ministre de la Défense nationale,.
Réélu en 1972 et en 1974, il remporte ce dernière élection contre le futur premier ministre du Manitoba Sterling Lyon.
En 1976, il démissionne du cabinet afin de protester contre la politique de bilinguisme officiel et la proposition gouvernementale d'enchâssement dans la constitution. En 1978, il quitte le caucus libéral pour siéger comme député indépendant pour le reste du mandat. Il tente ensuite sans succès de former un nouveau parti politique nommé One Canada Party, mais ne se représente pas en 1979. En 1980, il soutient le progressiste-conservateur Joe Clark.

## Après la politique
Richardson retourne aux affaires et forme la James Richardson International, compagnie succédant à la James Richardson & Sons.
En 1987, il annonce son support au nouveau Parti réformiste du Canada.

## Famille
Son père, James Armstrong Richardson Sr. (en) (1885-1939), est chancelier de l'Université Queen's de Kingston en Ontario de 1929 à 1939.
Sa sœur, Agnes McCausland Richardson (1920-2007), est la première femme chancelière de l'Université Queen's de 1980 à 1996.
Son beau-frère, William Moore Benidickson (1911-1985), est député fédéral de Kenora—Rainy River de 1945 à 1965, ministre du cabinet Pearson et sénateur de 1965 à son décès.